# Amanda (Boston)
Amanda è un singolo del gruppo musicale rock statunitense Boston, pubblicato il 26 settembre 1986. La canzone, scritta e prodotta da Tom Scholz, fa parte dell'album Third Stage.

## Tracce
- 7"

1. Amanda
2. My Destination

## Classifiche
| Classifica (1986) | Posizione raggiunta |
| ----------------- | ------------------- |
| Stati Uniti       | 1                   |